# Zbigniew Bielski
Zbigniew Bielski (ur. 6 marca 1946 w Łodzi, zm. 30 maja 1998 tamże) – polski aktor teatralny i filmowy.

## Życiorys
W 1964 r. zdał egzaminy maturalne w I Liceum Ogólnokształcącym im. Mikołaja Kopernika w Łodzi. W 1970 ukończył studia na Wydziale Aktorskim Państwowej Wyższej Szkoły Filmowej, Telewizyjnej i Teatralnej w Łodzi, dyplom uzyskał rok później. Spoczywa na cmentarzu rzymskokatolickim przy ul. Ogrodowej w Łodzi.

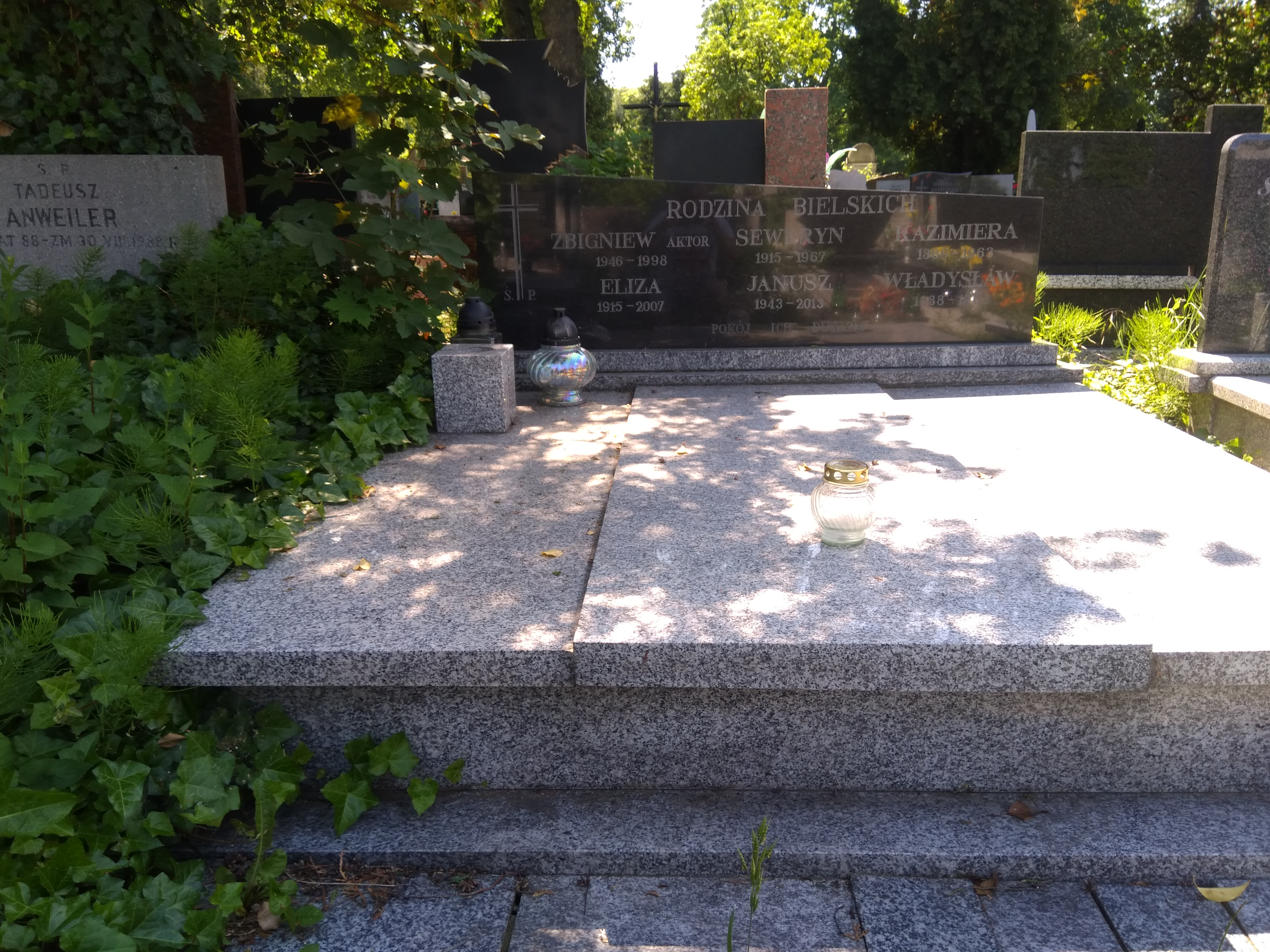
Grób aktora Zbigniewa Bielskiego na Starym Cmentarzu w Łodzi

## Teatr
- Teatr Ziemi Łódzkiej: 1970–1978
- Teatr Powszechny: 1978–1982
- Teatr im. Stefana Jaracza w Łodzi: 1982–1994
- Teatr im. Juliusza Słowackiego w Krakowie: 1992–1994
- Teatr Polski w Warszawie: 1995–1997
- gościnnie w Teatrze Dramatycznym od 1995. W sezonie 1997/1998 zatrudniony w nim.

## Filmografia
- 1997: Złotopolscy – Pręga (1998)
- 1996: Słodko gorzki – Inspektor Roman
- 1994: Psy II: Ostatnia krew – Kaniewski
- 1993: 20 lat później – Wilhelm, „adwokat” Hauserów
- 1992: Psy – Kaniewski
- 1990: Europa, Europa – Wychowawca w szkole Komsomołu
- 1990: W piątą stronę świata – Ireneusz Olski
- 1988: Rodzina Kanderów
- 1987: MR Tański – Przemysłowiec włoski
- 1987: Pantarej – porucznik Drobik
- 1987: Ucieczka z miejsc ukochanych – ksiądz Szymek
- 1985: Wakacje w Amsterdamie – Paweł Kosiński
- 1985: Tate
- 1983: Nie było słońca tej wiosny – Szwagier karczmarza
- 1982: Matka Królów – „Kogut”
- 1981: Karabiny – Marian
- 1981: Czerwone węże – Kowalczyk
- 1981: Najdłuższa wojna nowoczesnej Europy – członek Związku Plebejuszy (odc. 4 i 5)
- 1978: Ty pójdziesz górą - Eliza Orzeszkowa – Maksymilian
- 1978: Zapowiedź ciszy – Paweł
- 1978: Ślad na ziemi – inżynier Stefan Rzegocki
- 1978: Wielki podryw – Marek Lipski
- 1976: Daleko od szosy – kolega Ani
- 1976: Zdjęcia próbne – Stefan
- 1976: Krótkie życie (Krátky život) – Kmicic
- 1975: W środku lata – robotnik leśny
- 1975: Wieczór u Abdona
- 1974: Zapis zbrodni – kolega Zenka
- 1973: Nocleg
- 1971: 150 na godzinę – chłopak na zabawie

### Gościnnie
- 1996: Ekstradycja 2 – Petris, człowiek Gundisa
- 1988–1991: Pogranicze w ogniu – Nowak, współpracownik Kalety
- 1982–1986: Blisko, coraz bliżej – kapitan marynarki podległy Korfantemu
- 1979: Tajemnica Enigmy
- 1979: Placówka – Wilhelm, syn Hamera, nie został wymieniony w czołówce
- 1974: Orzeł i reszka – oficer polskiego kontrwywiadu, nie został wymieniony w czołówce
- 1969: Jak rozpętałem II wojnę światową – żołnierz w oflagu sprzedający kiełbasę, nie został wymieniony w czołówce

### Polski dubbing
- 1998: Zabić Sekala – ksiądz
- 1990: Pinokio

## Odznaczenia i nagrody
- Srebrny Krzyż Zasługi (1989)
- Srebrny Pierścień za role w spektaklach Czarna dziura i Kapelusz pełen deszczu (1989)